# Кавалерія (гра)
«Кавале́рія» — логічна настільна гра шашкового типу для двох гравців, яка полягає в пересуванні певним чином фішок по точках спеціальної ігрової дошки. Мета гри — взяття головної фішки суперника — Воєводи.

## Історія
Гру «Кавалерія» було створено у 2009 році Михайлом Олександровичем Колесніковим (Київ, Україна). У грі використовуються оригінальні фішки-кавалеристи, однак у разі їх відсутності можна також застосувати шашки. За рахунок оригінального ігрового поля гравці можуть вибудовувати велику кількість комбінацій.

## Правила гри

### Ігрова дошка
Ігрова дошка для «Кавалерії» являє собою сім горизонтальних рядів, що складаються з 38 ігрових точок (ігрових клітин), які чергуються рядами в п'ять та шість точок і розташованих в діагональному (цегляному) порядку.
- Координати рядів позначаються латинськими буквами від «A» до «G».
- Координати клітин у рядах позначаються номерами від 1 до 5. У разі 6-місного ряду — від 1 до 6.
- Координати розташування фішок визначаються за рядом букви та номером поля, на якому знаходиться фішка.

### Ігрові фішки
Під час партії кожному гравцеві належать фішки одного кольору — темного або білого. У кожного гравця на початку гри є 16 фішок, які представляють собою 15 кінних вершників і по одному Воєводі — головній фішці, що є метою гри.

### Початкова позиція
На початку гри у гравців є по однаковому набору фішок.
- Ряди A—C зайняті білими кавалеристами, за винятком поля #A-3, на якому знаходиться білий Воєвода.
- Ряди E—G зайняті чорними, за винятком поля #G-3, на якому стоїть чорний Воєвода.
- Ряд D — вільний.

### Правила ходу
Гравці роблять ходи по черзі, по одному ходу за один раз. Традиційно, гру починають білі.
Фішка може переміщатися:
- Кавалерист — пересувається вперед по вертикалі на найближчі поля і за своїм ряду в обидві сторони. Назад права ходити не має.
- Воєвода — пересувається на одне поле в будь-яку сторону.
- Сотник — після того, як фішка-кавалерист потрапила на останній ряд, вона може пересувається на будь-яку кількість точок на дошці по горизонталі або діагоналі.

У разі, якщо фішка переміщається по своєму ряду, по ньому вона може ходити скільки завгодно часу. Назад і через свої фішки ходити не можна: як тільки фішка просунулася на наступний ряд, назад їй ходу немає (за винятком взяття фішки суперника).

### Взяття

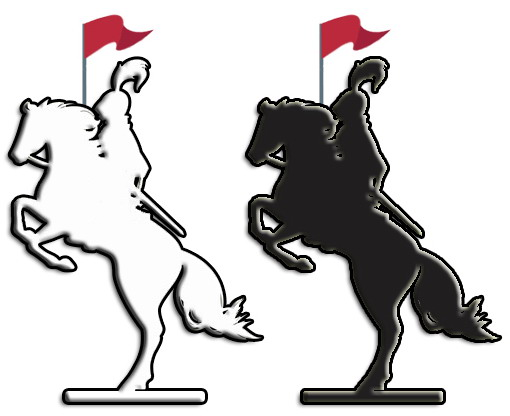
Сотники

Взяття здійснюється за шашковим принципом шляхом стрибка через фішку суперника в напрямку ходу фішки вперед, назад або вбік, але за умови, що за фішкою суперника є вільне поле.
Взяття за допомогою Воєводи відбувається так само, як і звичайними фішками.
При здійсненні взяття Сотником, Сотника можна поставити на будь-яке поле по прямій лінії, за фішкою супротивника.
Взяття не є обов'язковим.

### Сотник
Якщо фішка-кавалерист доходить до останнього ряду, він стає Сотником, що відзначається присвоєнням цій фішці стяга (прапора). Сотник ходить за принципом шашкової дамки, на будь-яку кількість клітин в одному з можливих напрямків, включаючи можливість ходити (літати) на безліч клітин назад. Вільний рух в одному напрямку обмежений завершенням прямої лінії руху Сотника.
Якщо Воєвода потрапляє на останню лінію дошки, то його властивості залишаються тими ж, що і були — Сотником він не стає.

### Багаторазове взяття

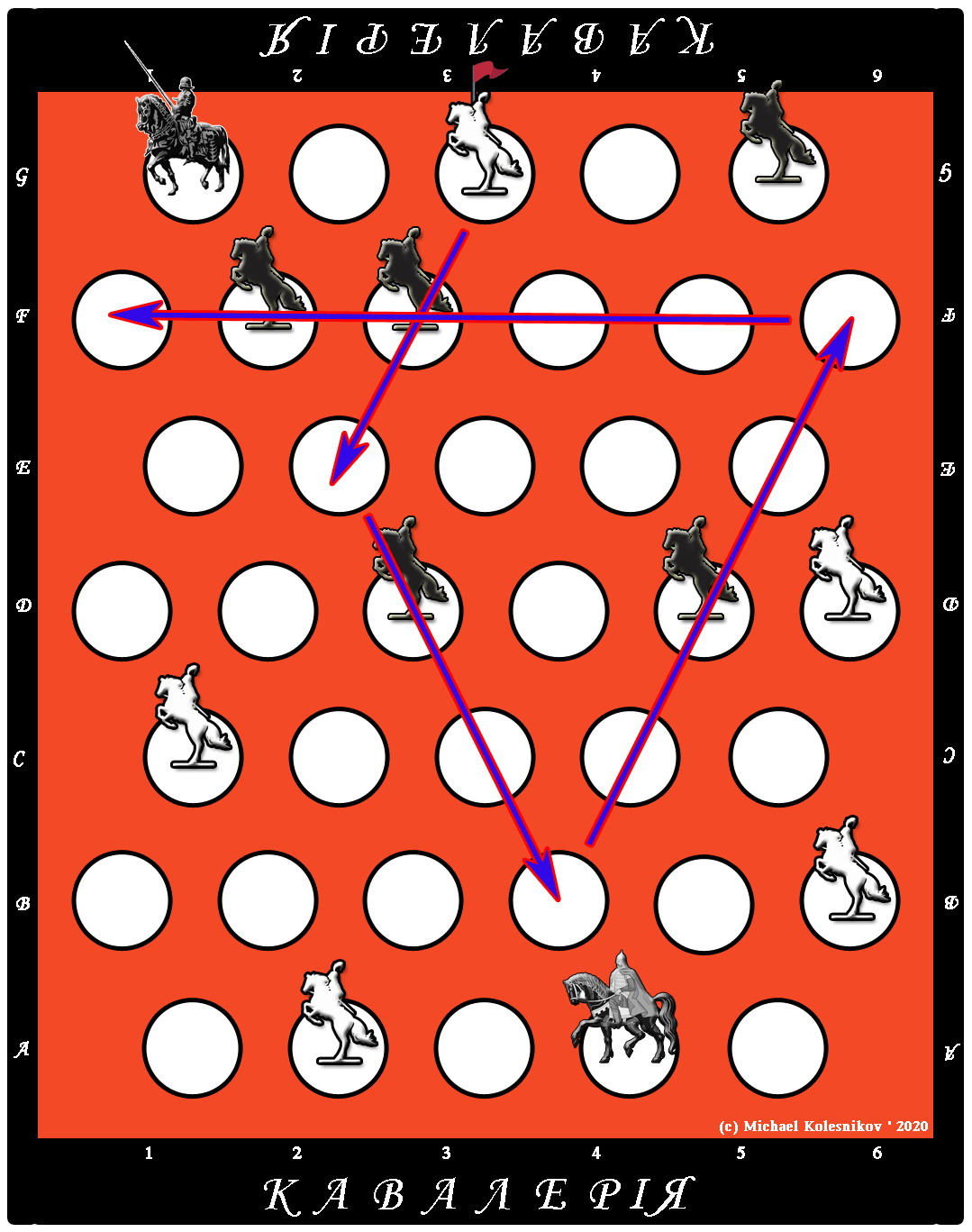
Багаторазове взяття: рух Сотника

Якщо після взяття фішки суперника на дошці виникає ситуація коли є можливість зробити багаторазове взяття тією ж фішкою інших фішок суперника, то гравець має право зробити подальше взяття інших фішок без передачі ходу суперникові.
- Багаторазове взяття може відбуватися до тих пір, поки ситуація в яких можна здійснити взяття фішок не закінчиться, чи не буде припинена гравцем в будь-який момент за його бажанням.
- Якщо під час багаторазового взяття фішка потрапляє на останній ряд, вона стає Сотником і може продовжувати багаторазове взяття в якості Сотника: в разі довгого польоту Сотника після взяття фішки з'являється можливість звернути за черговою фішкою суперника, гравець може скористатися цим правом.
- Багаторазове взяття також може здійснювати Воєвода.

Багаторазове взяття не є обов'язковим.

### Завершення гри
Гра закінчується, як тільки фішка Воєводи була взята суперником.

## Різновиди гри
Існують різновиди гри, в яких
- фішками, крім Воєводи, взагалі не можна робити хід назад;
- після взяття фішки супротивника гравець має право на повторний хід;
- коли з початку гри навколо Воєводи відразу встановлюються 1, 2 або 4 фігури Сотників.